# Modesto de Abreu
Modesto de Abreu e Silva (Maricá, 15 de junho de 1901 – Rio de Janeiro, junho de 1996) foi um contista, crítico literário, biógrafo, poeta, jornalista, teatrólogo, professor e tradutor brasileiro. Foi membro e fundador de diversas instituições culturais, com destaque para a Academia de Letras do Estado do Rio de Janeiro (ACLERJ) e da ‘Academia Brasileira de Jornalismo’, das quais foi  presidente.

## Biografia profissional
Nascido em uma casa modesta de Itaipuaçu, na então zona rural da cidade de Maricá, Modesto de Abreu se doutorou como filósofo pela Faculdade de Filosofia do Rio de Janeiro. Como professor, lecionou no Colégio Pedro II, entre outros.
Em 1926, Modesto de Abreu, foi um dos membros fundadores da Academia D.Pedro II, posteriormente denominada de Academia Carioca de Letras.
Trabalhou no jornal Correio da Manhã. Em 1930 se inscreveu na Associação Brasileira de Imprensa (ABI), sendo um dos mais antigos e destacados membros desta instituição.
Em 1945, no Uruguai, Modesto de Abreu desempenhou por um ano a função de adido cultural, na embaixada do Brasil daquele país platino; para assumir este cargo no exterior ele teve que renunciar o cargo de 1º secretário da Academia Brasileira de Filologia que ocupava.
Em 15 de junho de 1978, Modesto foi um dos fundadores e, posteriormente, presidente da Academia de Letras do Estado do Rio de Janeiro (ACLERJ) com 40 membros eletivos, criada em decorrência da fusão dos estados do Rio de Janeiro com o da Guanabara, ocorrida anos antes, em 1975.
Modesto de Abreu, juntamente com Austregésilo de Athayde, foram dignificados respectivamente com os cargos honorários e perpétuos de vice-presidente e a presidente de honra da Academia de Letras e Artes de Paranapuã, devido ao apoio que deram para a formação desta instituição, em 1989.
Em 1994 foi diplomado membro acadêmico da Academia Petropolitana de Letras.
Produziu mais de vinte obras entre poemas,  teatro, biografias, romances e novelas; sendo destaque a obra Estilo e personalidade em Euclides da Cunha. Foi membro e fundador de diversas academias e instituições culturais.